# Leichtathletik-Weltmeisterschaften 2013/Teilnehmer (Ecuador)
| Gelbes Symbol für Goldmedaillen mit stilisierten Olympischen Ringen | Graues Symbol für Silbermedaillen mit stilisierten Olympischen Ringen | Braundes Symbol für Bronzemedaillen mit stilisierten Olympischen Ringen |
| ------------------------------------------------------------------- | --------------------------------------------------------------------- | ----------------------------------------------------------------------- |
| —                                                                   | —                                                                     | —                                                                       |

Der Leichtathletik-Verband Ecuadors stellte drei Teilnehmerinnen und neun Teilnehmer bei den Leichtathletik-Weltmeisterschaften 2013 in der russischen Hauptstadt Moskau.

## Ergebnisse

### Männer

#### Laufdisziplinen
| Athlet               | Disziplin   | Vorlauf      | Vorlauf | Halbfinale         | Halbfinale         | Finale             | Finale             |
| Athlet               | Disziplin   | Zeit         | Platz   | Zeit               | Platz              | Zeit               | Platz              |
| -------------------- | ----------- | ------------ | ------- | ------------------ | ------------------ | ------------------ | ------------------ |
| Álex Quiñónez        | 100 m       | 10,50 s      | 44      | nicht qualifiziert | nicht qualifiziert | nicht qualifiziert | nicht qualifiziert |
| Álex Quiñónez        | 200 m       | 20,47 s      | 9       | 20,55 s            | 15                 | nicht qualifiziert | nicht qualifiziert |
| Bayron Piedra        | 5000 m      | 13:35,38 min | 22      |                    |                    | nicht qualifiziert | nicht qualifiziert |
| Miguel Ángel Almachi | Marathon    |              |         |                    |                    | 2:19:48 h SB       | 30                 |
| Mauricio Arteaga     | 20 km Gehen |              |         |                    |                    | 1:27:35 h          | 35                 |
| Rolando Saquipay     | 20 km Gehen |              |         |                    |                    | 1:24:01 h SB       | 18                 |
| Jonnathan Caceres    | 50 km Gehen |              |         |                    |                    | 3:56:58 h PB       | 27                 |
| Andrés Chocho        | 50 km Gehen |              |         |                    |                    | DSQ                | DSQ                |
| Xavier Moreno        | 50 km Gehen |              |         |                    |                    | 4:07:29 h SB       | 44                 |

#### Sprung/Wurf
| Athlet       | Disziplin  | Qualifikation | Qualifikation | Finale             | Finale             |
| Athlet       | Disziplin  | Höhe          | Platz         | Höhe               | Platz              |
| ------------ | ---------- | ------------- | ------------- | ------------------ | ------------------ |
| Diego Ferrín | Hochsprung | 2,17 m        | 25            | nicht qualifiziert | nicht qualifiziert |

### Frauen

#### Laufdisziplinen
| Athletin       | Disziplin   | Vorlauf | Vorlauf | Halbfinale         | Halbfinale         | Finale             | Finale             |
| Athletin       | Disziplin   | Zeit    | Platz   | Zeit               | Platz              | Zeit               | Platz              |
| -------------- | ----------- | ------- | ------- | ------------------ | ------------------ | ------------------ | ------------------ |
| Ángela Tenorio | 100 m       | 11,53 s | 29      | nicht qualifiziert | nicht qualifiziert | nicht qualifiziert | nicht qualifiziert |
| Ángela Tenorio | 200 m       | DNS     | DNS     | –––                | –––                | –––                | –––                |
| Rosa Chacha    | Marathon    |         |         |                    |                    | DNS                | DNS                |
| Paola Pérez    | 20 km Gehen |         |         |                    |                    | 1:33:03 h          | 28                 |